# 401 هـ
401 هـ هي سنة في التقويم الهجري امتدت مقابلةً في التقويم الميلادي بين سنتي 1010 و1011.

## مواليد
- محمد بن الحسين البغدادي

## وفيات
- أبو الفتح البستي
- أبو عبيد الهروي الفاشاني
- ابن المكوي
- أحمد بن علي الباغائي
- بندار الرازي
- أبو سهل المسيحي